# Louis Dauvergne (peintre)
Ne doit pas être confondu avec Louis Dauvergne (architecte).
Louis Dauvergne, né à Rouy le 26 mars 1828 et mort à Nevers le 31 juillet 1899, est un peintre français.

## Biographie
Fils de Claudine Bouzé et de François Dauvergne, fermier du château de Vesvres, originaire de Saône-et-Loire, mais venant de Montapas, où il était précédemment installé, Louis Dauvergne voit le jour dans cette propriété. Vers 1838, la famille Dauvergne qui est installée à Rouy depuis 1824, part s'installer à Saint-Maurice. Louis Dauvergne commencera ses études au séminaire de Corbigny, puis à Nevers, pour les finir à Paris.
Effectuant, pour des raisons de santé, un voyage de deux ans, en Italie il s’y découvre une vocation pour la peinture. Après avoir passé deux années à Rome, il se rendit en Algérie pour achever sa guérison avant de revenir chez son père, qui lui fit part de son idée bien arrêtée de le voir reprendre l'exploitation agricole. Dauvergne qui, au cours de son voyage en Italie, s’était passionné pour la peinture, ne voulut rien entendre et ce fut en vain que son père essaya de le convaincre. Il finit, bon gré mal gré, par consentir à lui payer ses études à Paris pour apprendre la peinture. Il intègre l'atelier de Thomas Couture qu'il fréquentera de nombreuses années où il aura pour condisciple Puvis de Chavannes et où il rencontrera Édouard Manet.
Tout en habitant Paris (sa mère était domiciliée 14, rue de Birague, près de la place des Vosges), il venait néanmoins souvent dans le Nivernais. En 1861, à la mort de son père, il y fait l'acquisition d'une maison à Saint-Saulge, dans laquelle il vient fréquemment. Il reproduira de nombreuses vues du village et des environs dont l'étang de Bicherolle. Héritier, il peint pour son plaisir et n'est connu que d’un petit nombre de proches et d'initiés. Ses toiles représentent des paysages nivernais, mais également de nombreux nus féminins. Par son style il est proche de ceux de Puvis de Chavannes ou de Karl Daubigny. Célibataire et sans descendant, Louis Dauvergne se rapproche de sa sœur en 1894 et achète une maison place de la République à Nevers, où il se fixa définitivement, exposant régulièrement dans cette ville, ainsi qu'au Salon de Paris. 
Il ne fut pas un grand travailleur, possédant une certaine fortune et d’un naturel enclin à la nonchalance, il ne produisit pas ce que l’on était en droit d’attendre de son talent. Certaines de ses toiles sont empreintes de cette poésie, de ce flou qui caractérisent les œuvres de Puvis de Chavannes, autre élève de Couture. En général, la facture de Dauvergne est large, vigoureuse ; ses femmes sont solidement construites et respirent la santé, les chairs sont traitées avec maestria, c’est une peinture saine et vivifiante. Avec plus de persévérance, il serait facilement arrivé à occuper une plus grande place dans l’art, et aurait certainement fait école dans ce genre. Il exposa pour la première fois au Salon en 1863 : la Cueillette des fraises dans les bois, qui appartint ensuite à sa sœur. Il vendit peu, la plus grande partie de son œuvre resta entre les mains de sa famille et la valeur de cet artiste ne fut connue que d’un certain nombre d’initiés.
Célibataire, il avait installé son atelier au no 4 de la place de la République à Nevers ; c’est là qu’il mourut et fut inhumé, deux jours après, dans le caveau familial à Montapas.

## Collections publiques
- Nevers, musée municipal Frédéric Blandin : Les Baigneuses, 1876.

## Salons
- Salon des artistes français de 1863 : La Cueillette des fraises dans les bois,
- Salon de Paris de 1880,
- de 1880 à 1898, Salon de Nevers,
- de 1881 à 1890, Salon des artistes français.

Envois au Salon
- 1863 La Cueillette des fraises dans les bois (à Mme Vagne, sa sœur).
- 1864 Femme nue.
- 1866 Étude de femmes. — Paysannes nivernaises.
- 1867 Vue prise de Bicherolles (Nièvre).
- 1868 La Cuisson du pain dans une ferme de la Nièvre (à Mme Vagne).— Le Bief de Bicherolles (Nièvre).
- 1869 Laveuses au gué de Bussy (Nièvre) (à Mme Vagne). — Vue prise à Bicherolles (Nièvre).
- 1870 Vue prise à Bicherolles (Nièvre). — Baigneuses.
- 1872 Paysannes nivernaises à la fontaine.
- 1873 Vue prise à Bicherolles (Nièvre).
- 1874 Bergère nivernaise. — Le Repos de la baigneuse (à M. Vagne, son neveu).
- 1875 Le Poirier sauvage. — Le Gouter.
- 1876 Étude. — Baigneuse.
- 1888 Abandonnée.
- 1889 Le Vieux Saule et la Paysanne.. — L'Échellier (à M. Vagne). 189o Ariane (à M. Vagne). — Paysage d’automne.

Il a exposé à Nevers les toiles suivantes
- 1872 Intérieur de ferme en Nivernais. — La Cuisson du pain. — Paysannes nivernaises. — Laveuses au gué de Bussy.
- 1873 Vue prise à Bicherolles (Nièvre). — Le Gouter. — Au bord de l’eau.
- 1874 Bergère nivernaise. — Le repos de la baigneuse. — Paysage.
- 1875 Deux paysages.
- 1876 Une omelette au lard. — Une baigneuse. — Jeune fille debout.
- 1877 Une petite Parisienne. — La fenaison. — La place du Champ-de-Foire à Saint-Saulge.
- 1879 L’Ariane de Bougival. — La Cigale. — Baigneuses.
- 1880 L’échellier. — Le lavoir. — La pêche à la ligne. — Les fleurs à la fenêtre.
- 1887 Femme nue au repos. — Le lapin.
- 1895 Le champ de foire de Saint-Saulge. — Étude. — L’échalier. — Vue de Saint-Saulge. — La Vachère.
- 1896 Cloé. — Laveuses. — Mlle G..., portrait. — Figure nue buvant à la cruche.— Buste. — Ariane.
- 1897 Portrait de Mlle L. F... — Portrait de Mlle A. C... — Jeune fille se regardant dans une glace (à M. Vauret). — Mon jardin, paysage.
- 1898 Portrait de Mlle C... — Portrait de Mme L. J... — Portrait de Mme G..., défunte, peinture inachevée. — Étable.

### Sources
- Société académique du Nivernais, Mémoires de la Société académique du Nivernais, t. 11, Nevers, Imp. de la Tribune, 1902 (lire en ligne), p. 77-9.
- Jean-Marie Deguilloux, « Louis Dauvergne (1828-1899) vie et œuvre d’un grand peintre nivernais oublié du XIXe siècle », Bulletin de la Société nivernaise des lettres, sciences et arts, Nevers, 1998.